# Bleed The Sky
Bleed the Sky es una banda estadounidense de metalcore/groove metal fundada en Condado de Orange, California en el 2003. La banda actualmente mantiene un contrato con la discográfica Nuclear Blast Records.

## Historia

### Formación yParadigm in Entropy(2002–2006)
La banda se formó en diciembre del 2002, por el vocalista Noah Robinson, los guitarristas Kyle Moorman y Wayne Miller, el bajista Casey Kulek y el baterista Austin D'Amond. Después de estar totalmente formada la banda, dos meses después, Bleed the Sky hizo su primera aparición en vivo abriendo un concierto de la banda de Death Metal Progresivo Opeth. Poco después, ellos lanzaron un demo/EP independientemente, grabado en los estudios Spider en Cleaveland con el ingeniero de sonido Ben Schigel y el productor Thom Hazaert, quien anteriormente había sido "manager" de Chimaira. El EP captó la atención de Emerica quien estaba trabajando en un CD recopilatorio y decidieron incluir a Bleed The Sky en ese material. El EP también atrajo la atención de bandas locales, con las cuales asistieron a muchas presentaciones en vivo en esa localidad, y poco más tarde, atrajeron la atención de la famosa disquera Nuclear Blast Records. Bleed the Sky firmó con ellos un contrato para distribuir su material por todo el mundo el 11 de noviembre de 2004 y en seguida comenzaron a trabajar en su primer álbum.
El productor Ben Schigel (Chimaira, Integrity, Drowning Pool) contribuyó para la creación de Paradigm in Entropy, el primer álbum de la banda. El 3 de enero de 2005, el bajista Casey Kulek dejó la banda debido a "motivos personales". Él fue reemplazado por Daylen Elsey. El nuevo álbum Paradigm in Entropy, fue lanzado el 19 de abril de 2005.
Después de lanzar el álbum, Bleed the Sky tuvo algunos problemas en cuanto a los cambios en su alineación. El 9 de septiembre de 2006, la banda anunció la salida del guitarrista Kyle Moorman, el cual fue reemplazado por David Culbert. El 3 de enero de 2007, la banda anunció la salida del guitarrista Wayne Miller, quien tuvo que dejar la banda debido a una enfermedad que había contraído durante una gira con la banda Dope. Miller tuvo que ser hospitalizado debido a una severa neumonía y por una infección viral desconocida la cual dejó dañados los nervios de su mano izquierda y necesitaba meses para recuperarse. Él fue, eventualmente, reemplazado por Rob Thornton. Wayne Miller aún está envuelto en los asuntos de la banda, tomando parte en Bleed the Sky como co-managerjunto con Archetype Management.

### Nuevos integrantes yMurder the Dance(2007–presente)
Bleed the Sky regreso a los estudios el 11 de abril de 2007 para grabar su segundo álbum el cual fue producido por el (en ese entonces) guitarrista de Fear Factory Christian Olde Wolbers; mezclado por Ben Schigel y masterizado por Matt Rosebery. La banda terminó las grabaciones en julio de 2007, pero debido a algunos cambios en su alineación y problemas internos [cita requerida], el lanzamiento del álbum se pospuso muchos meses. Justin Warrick se unió a BTS reemplazando a David Culbert. El álbum, titulado Murder the Dance, cuenta con la participación especial de Jeremy Hall, vocalista de Audkik como vocalista en una de las canciones. El álbum fue finalmente lanzado el 10 de junio de 2008 a través de Nuclear Blast Records, para su distrivución en los EU y con Massacre Records en Europe. El 10 de mayo de ese año la banda lanzó dos canciones más para ese álbum; "Sullivan" y "Bastion".
Bleed the Sky filmó un videoclip en Oklahoma de la canción "Sullivan" con David Brodsky (Hate Eternal, The Red Chord, Soilent Green), con el cual debutaron en Headbanger's Ball el 4 de octubre de 2008.
El nuevo guitarrista, Cameron Conyer se unió a la banda en enero del 2009. El toco en su primer show no sin antes hacer algunos ensayos y principalmente, aprenderse las canciones, lo cual le llevó solo 2 semanas.

## Integrantes
- Noah Robinson – Voz (2002-presente)
- Ryan Clark – Bajo (2007-presente)
- Austin D'Amond – Batería, segunda voz  (2002-presente)
- Justin Warrick – Guitarra, apoyo vocal (2007-presente)
- Cameron Conyer - Guitarra (2009-presente)

## Miembros pasados
- Casey Kulek – Bajo (2002-2005)
- Kyle Moorman – Guitarra (2002-2006)
- Wayne Miller – Guitarra (2002-2006)
- Luke "Puck" Andersen – Samplers, secuencias de programación, segundas voces (2003-2007)
- David Culbert – Guitarra (2006)
- Daylen Elsey – Bajo (2005-2006)
- Rob Thornton – Guitarra (2007-2008)

## Discografía
- Bleed the Sky (2004, independiente)
- Paradigm in Entropy (2005, Nuclear Blast Records)
- Murder the Dance (2008, Nuclear Blast Records, Massacre Records)
- This Way Lies Madness (2020, Art Is War Records)

## Videoclips
- "Minion"
- "Sullivan"